# Salado (Meksyk)
Salado – rzeka w Ameryce Północnej w Meksyku, w stanach Coahuila i Nuevo León. Długość rzeki wynosi 400 km, powierzchnia dorzecza 50 000 km². Rzeka wypływa w górach Sierra Madre Wschodnia, a uchodzi do rzeki Rio Grande.
Rzeka jest wykorzystywana do nawadniania upraw oraz celów energetycznych. Na rzece znajduje się kilka zbiorników retencyjnych. Do Salado uchodzi rzeka Sabinas.